# Sparkasse Saarbrücken
Die Sparkasse Saarbrücken ist die größte saarländische Sparkasse und hat ihren Sitz in der Landeshauptstadt Saarbrücken. Sie ist eine Anstalt des öffentlichen Rechts und entstand am 1. Juni 1984 aus der Fusion der Kreissparkasse und der Stadtsparkasse Saarbrücken. Zum 1. Januar 2017 wurde zudem die Stadtsparkasse Völklingen übernommen.

## Organisationsstruktur
Das Geschäftsgebiet der Sparkasse Saarbrücken umfasst den Regionalverband Saarbrücken. Träger der Sparkasse ist der Sparkassenzweckverband Saarbrücken, ein hierfür eingerichteter kommunaler Zweckverband, dem als Mitglieder der Regionalverband Saarbrücken sowie die Städte Saarbrücken und Völklingen angehören. Rechtsgrundlagen sind das Sparkassengesetz für das Saarland und die Satzung der Sparkasse. Organe der Sparkasse sind der Verwaltungsrat und der Vorstand. An der Spitze des Verwaltungsrats wechseln sich der Regionalverbandsdirektor und der Oberbürgermeister der Stadt Saarbrücken jährlich zum 1. Mai ab.
Die Sparkasse Saarbrücken ist Mitglied des Sparkassenverbandes Saar und über diesen auch im Deutschen Sparkassen- und Giroverband.

## Geschäftszahlen
Die Sparkasse Saarbrücken wies im Geschäftsjahr 2023 eine Bilanzsumme von 8,031 Mrd. Euro aus und verfügte über Kundeneinlagen von 6,144 Mrd. Euro. Gemäß der Sparkassenrangliste 2023 liegt sie nach Bilanzsumme auf Rang 42. Sie unterhält 59 Filialen/Selbstbedienungsstandorte und beschäftigt 1.103 Mitarbeiter.

## Sparkassen-Finanzgruppe
Die Sparkasse Saarbrücken ist Teil der Sparkassen-Finanzgruppe und gehört damit auch ihrem Haftungsverbund an. Er sichert den Bestand der Institute und sorgt dafür, dass sie auch im Fall der Insolvenz einzelner Sparkassen alle Verbindlichkeiten erfüllen können. Die Sparkasse vermittelt Bausparverträge der regionalen Landesbausparkasse, offene Investmentfonds der Deka und Versicherungen der Saarland Versicherung. Im Bereich des Leasing arbeitet die Sparkasse Saarbrücken mit der  Deutschen Leasing zusammen. Die Funktion der Sparkassenzentralbank nimmt die Landesbank Saar wahr.

## Geschichte
Die Sparkasse Saarbrücken entstand aus ehemals drei selbständigen Instituten: Zunächst fusionierte zum 1. Juni 1984 die Kreissparkasse Saarbrücken mit der Stadtsparkasse Saarbrücken, bevor zum 1. Januar 2017 die Stadtsparkasse Völklingen übernommen wurde.

### Kreissparkasse Saarbrücken
Bevor in der Preußischen Zirkularverfügung vom 14. Juli 1854 den Landkreisen die Bildung von eigenen Sparkassen nahegelegt wurde, scheiterten im Landkreis Saarbrücken bereits zwei Versuche, eine eigene Sparkasse zu etablieren: Sowohl ein im Jahr 1833 vom damaligen Bürgermeister Heinrich Böcking als auch ein im Jahr 1849 von Saarbrücker Bürgern vorgelegtes Konzept konnte die Kommunalpolitiker nicht überzeugen.
Am 23. März 1858 hat die Kreissparkasse im Landratsamt am Saarbrücker Schlossplatz ihren Betrieb aufgenommen. Die Aufsicht über die Sparkasse hatte ein fünfköpfiges Kuratorium unter dem Vorsitz des Saarbrücker Landrats Franz Carl von Gaertner. Der erste Leiter der Sparkasse, der sogenannte Rendant, war Carl Woytt. Zu den Aufgaben des Rendantens gehörten die Tätigkeit als Geschäftsführer sowie die Berichterstattung über die geschäftliche Entwicklung an das Kuratorium. In der Satzung wurde festgelegt, dass bei Bedarf sogenannte Sammelstellen (vergleichbar mit den heutigen Filialen) in den Bürgermeistereien des Landkreises eingerichtet werden durften.
Die ersten Bezirksagenturen wurden am 1. Juni 1888, also mehr als 30 Jahre nach Gründung der Sparkasse, in Gemeinden mit mehr als 2000 Einwohnern eröffnet. Namentlich waren dies Bischmisheim, Dudweiler, Gersweiler, Heusweiler, Kleinblittersdorf, Ludweiler, Püttlingen, Riegelsberg, Sulzbach und Völklingen. Die Bezirksagenturen waren jedoch lediglich Sammelkassen für das Spargeschäft, Kredite wurden weiterhin zentral vergeben.
Am 11. März 1908 schufen das Scheckgesetz und die Verleihung der passiven Scheckfähigkeit an die Sparkasse die Voraussetzungen für den Scheckverkehr und das bargeldlose Zahlungssystem der Sparkassen. Mit der Einführung des Giro- und Kontokorrentverkehrs dehnte sich die geschäftliche Betätigung der Sparkasse weiter aus. Bei Ausbruch des Ersten Weltkriegs war die Sparkasse Saarbrücken das größte Institut im Regierungsbezirk Trier und in der bayerischen Rheinpfalz.
Infolge der saarländischen Gebietsreform ging am 1. Januar 1974 die Trägerschaft der Kreissparkasse vom Landkreis auf den Stadtverband Saarbrücken über.

### Stadtsparkasse Saarbrücken
Nach der 1909 vollzogenen Vereinigung der bis dahin selbstständigen Städte Alt-Saarbrücken, St. Johann und Malstatt-Burbach war auch ein gemeinsames Institut notwendig geworden. So fusionierte am 1. April desselben Jahres die 1898 gegründete St. Johanner Spar- und Darlehnskasse mit der 1907 gegründeten Sparkasse Malstatt-Burbach zur Sparkasse der Stadt Saarbrücken. Die Geschäftsräume der Stadtsparkasse befanden sich zunächst im St. Johanner Rathaus, bis im Jahr 1930 der Umzug in ein eigenes Gebäude am Saarbrücker Rathausplatz erfolgen konnte. Vor dem Zweiten Weltkrieg gab es zwölf Hauptzweigstellen, zehn hauptamtlich verwaltete Nebenstellen und 18 nebenamtlich verwaltete Nebenstellen.
1924 betrug die Summe der Einlagen über 50 Millionen Franc.
In der Richard-Wagner-Straße wurde 1957 die deutschlandweit erste Autozweigstelle eröffnet. Dabei konnten Kunden, während sie in ihrem Auto saßen, an einem Kassenschalter ihre Bankgeschäfte erledigen.
Der Sparkassen-Zweckverband Saarbrücken löste am 22. April 1983 die Landeshauptstadt Saarbrücken als Gewährträger der Stadtsparkasse Saarbrücken ab.

### Sparkasse Saarbrücken
Der am 27. April 1982 gegründete Sparkassenzweckverband Saarbrücken hatte die Aufgabe, die beiden Saarbrücker Sparkassen zusammenzuführen. Dieses Vorhaben ist durch die Gebietsreform von 1974 nötig geworden, da sich dadurch auch die Geschäftsbereiche der beiden Sparkassen überlagerten. 
Am 1. Juni 1984 fusionierten die Kreissparkasse und die Stadtsparkasse zur Sparkasse Saarbrücken. Nach vollzogener Vereinigung war die Sparkasse Saarbrücken in ihrem Geschäftsgebiet mit 98 Geschäftsstellen vertreten, die in zehn Filialdirektionen gegliedert wurden. Vier Jahre später wurden die Filialdirektionen durch acht Teilmärkte ersetzt, die sich weitgehend dem Zuschnitt der kommunalen Gebietskörperschaften anpassten.

### Baugeschichte der Hauptstelle
Als erstes befand sich die Hauptstelle der Sparkasse im alten Rathaus am Schlossplatz. Mit der Wahl eines neuen Rendanten zog die Sparkasse 1865 in dessen Haus in der Schlossstraße 68 sowie elf Jahre später in ein neu erbautes Haus in der Eisenbahnstraße um. Dort blieb die Hauptstelle dauerhaft, da sich das Geschäftsleben durch den Bau der Luisenbrücke immer mehr in das Viertel um die Eisenbahnstraße herum verlagerte. Rund 10 Jahre später erwies sich das Haus in der Eisenbahnstraße als zu klein und wurde schrittweise ausgebaut. Zunächst wurde 1889 der Altbau umgebaut, dann wurde 1895 das Haus Gerichtsstraße 3 angekauft und den Anforderungen entsprechend hergerichtet.
In den 1920er Jahren plante man erneut einen Um- und Ausbau der Hauptstelle, wofür die Nachbargebäude Gutenbergstraße 3 (1922) und Gutenbergstraße 1 (1928) erworben wurden. Diese beiden Häuser wurden im November 1929 zugunsten eines Neubaus abgerissen, in den auch das alte Kassengebäude integriert wurde. Die Kreissparkasse konnte schließlich im März 1931 die neuen Räumlichkeiten beziehen.
Im Zweiten Weltkrieg wurde das Hauptstellengebäude unter anderem durch fünf Artillerie-Volltreffer größtenteils zerstört. Nach Kriegsende gab es zunächst keine Möglichkeit, den Kassenbetrieb am angestammten Standort fortzuführen. Erst nach und nach wurde das Gebäude enttrümmert und notdürftig instand gesetzt. Die letzten Kriegsschäden wurden 1949 im Zuge der Aufstockung der Hauptstelle beseitigt. In den Jahren darauf kaufte die Sparkasse im Hinblick auf eine notwendig gewordene Erweiterung einige Häuser in der Eisenbahn- und Hohenzollernstraße auf.

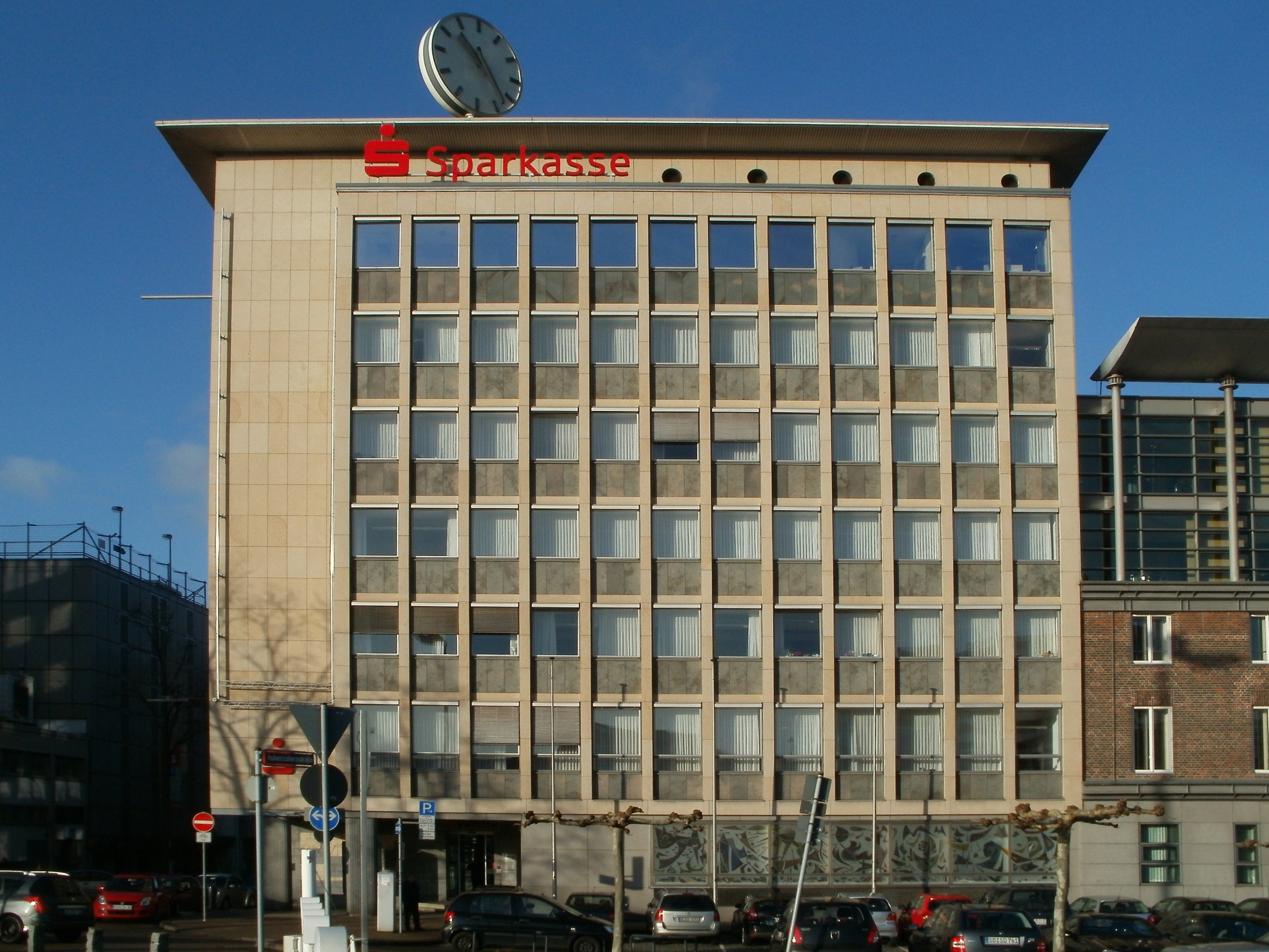
Sparkasse am Neumarkt

Im Jahr 1955 wurde im Verwaltungsrat der Kreissparkasse beschlossen, die Hauptstelle am Neumarkt um- und auszubauen. Drei Jahre später wurde der Erweiterungsbau fertiggestellt, wobei die Altbauten in modernisierter Form erhalten blieben. Durch den Bau der Stadtautobahn 1960 wurde der erst kurz zuvor an die Hohenzollernstraße verlegte Haupteingang der Kassenhalle vom Verkehr abgeschnitten. In den 1970er Jahren wurde das letzte Grundstück auf dem Platz der heutigen Hauptstelle erworben sowie alle Häuser an der Eisenbahnstraße abgerissen, um Platz für einen Parkplatz zu schaffen.
Im Zuge der Fusion der beiden Sparkassen behielt die Immobilie am Neumarkt ihren Status als Hauptstelle des Instituts und es war nötig geworden, das Gebäude ein weiteres Mal zu vergrößern. Das Projekt beinhaltete eine Neugestaltung des gesamten Blocks um die Hohenzollern-, Gerichts-, Gutenberg- und Eisenbahnstraße, wobei die Grundstrukturen des Altbaus zwar erhalten blieben, die Gerichtsstraße aber überbaut wurde. Im November 1989 begannen die Arbeiten für den Erweiterungsbau, der im Oktober 1991 fertiggestellt wurde. Es folgten 1994 die Neugestaltung der Fassade an der Gutenbergstraße, 1996 der Umbau der Kassenhalle und 1997 die Eröffnung eines neuen Parkhauses mit 140 Stellplätzen. Außerdem wurde die Uhr auf dem Dach der Hauptstelle ersetzt.